# (20831) Zhangyi
(20831) Zhangyi (2000 UM47) – planetoida z grupy pasa głównego asteroid okrążająca Słońce w ciągu 3,38 lat w średniej odległości 2,25 j.a. Odkryta 24 października 2000 roku.